# El Dr. Seuss anda suelto
El Dr. Seuss anda suelto (inglés: Dr. Seuss on the Loose) es un especial musical de televisión, basado en tres cuentos del Dr. Seuss: Los Sneetches, Los Zax y Huevos verdes con jamón. Fue estrenado en el canal CBS, en los Estados Unidos, el 15 octubre de 1973. 
Cada historia es presentada por El gato con sombrero, cuya voz es prestada, otra vez por Allan Sherman, quien falleció al mes siguiente del lanzamiento en televisión, siendo este su último trabajo. 
Fue la segunda producción de DePatie-Freleng Enterprises sobre un especial del Dr. Seuss transmitido por la cadena CBS.

## Sinopsis

### Los Sneetches
Costeando las playas viven unos grupos de "pájaros amarillos", llamados: "Sneetches". Algunos de ellos tienen una estrella verde en sus barrigas y otros no, por lo cual, los que tienen estrellas discriminan a los que no. Todo cambia cuando, un día, un misterioso personaje se aparece con una máquina que dibuja estrellas en sus panzas.Pero también puede hacer posible borrar las estrellas de los otros.

### Los Zax
Un Zax que va hacia el norte y un Zax que va hacia el sur chocan en cierto punto de sus caminos. Ambos, respetando sus tradiciones, no se mueven ni un centímetro a la izquierda, derecha o atrás. Por lo tanto, quedan varados dejando pasar el tiempo.

### Huevos verdes con jamón
El amigo Simón le dice a su amigo enfadado que pruebe sus huevos verdes con jamón. Simón le dice que no, sólo por el aspecto de la peculiar comida.

## Versiones alternativas
Existe tres versiones: La original, la versión editada (mayormente emitida en televisión), y la versión "Sing-a-long", que contiene las letras de las canciones en pantalla, lanzada por FoxVideo VHS en 1994 bajo el título Dr. Seuss' Green Eggs and Ham and Other Stories (Huevos verdes con jamón y otras historias del Dr. Seuss).

## Lanzamientos
En 1989 se lanza el especial en formato VHS.
En 1994 Fox Video edita el especial con subtítulos incorporados en las canciones, bajo el título Green Eggs and Ham and Other Stories.
En 1996 Fox Video edita todos los especiales de DePatie-Freleng basados en historias del Dr. Seuss, en formato LaserDisc. En el cual se encontraban, también: El Lorax, El gato con sombrero y The Hoober-Bloob Highway.
En 1997 se relanza como parte de la colección de videos casetes Dr. Seuss Classics con el mismo título de la versión anterior. Además incluye un episodio bonus: Grinch Night.
Junto a una nueva colección, en 2013 se lanza en VHS y, por primera vez, en DVD, bajo el título: Green Eggs and Ham and other favorites. También incluye Grinch Night y además seria su primer lanzamiento en DVD.
En 2013 se relanza en formato DVD y Blu-Ray. Excepto en Latinoamérica.